# Gina Zurlo
Gina Zurlo és una erudita de la història de la missió i del cristianisme mundial.
Té un doctorat en història i hermenèutica per la Universitat de Boston (Boston, Massachusetts), on va estudiar sota la direcció de Dana Robert. La seva tesi va versar sobre el paper de la quantificació en el desenvolupament del cristianisme mundial, específicament a través del treball del missioner anglicà a Kenya, David B. Barrett.
Gina també és demògrafa de la religió i estudia totes les religions de tots els països del món en el passat, present i futur. És codirectora del Centre for the Study of Global Christianity del Gordon-Conwell Theological Seminary (South Hamilton, MA), així com investigadora visitant a l'Institut de Cultura, Religió i Afers Mundials de la Universitat de Boston, fundat pel sociòleg Peter Berger. La beca de Gina té un caràcter interdisciplinari, que creua història, sociologia i cristianisme mundial.
Va ser nomenada una de les 100 dones més influents i inspiradores de la BBC del 2019 per la seva tasca d'estudi d'estadístiques religioses i, en particular, pel futur femení de la religió a tot el món i per a la seva xerrada a Delhi, Índia.